# Antonio José de Sucre
Antonio José de Sucre (1795-1830) là chính trị gia người Venezuela, ông là người bạn của Simon Bolivar và là tướng quân đội. Ông làm Tổng thống Peru 25 ngày trong năm 1823, sau đó ông kế nhiệm Simon Bolívar làm Tổng thống Bolivia từ năm 1825 đến năm 1828. Ông bị ám sát năm 1830 ở Colombia